# Región de Barh El Gazel
Barh El Gazel es una de las veintitrés regiones que conforman la organización territorial de la República de Chad. Su ciudad capital es Moussoro.

## Historia
Esta región se creó el día 19 de febrero de 2008 a causa de un desmembramiento en la antigua Región de Kanem.
Entre 2002 y febrero de 2008, Barh El Gazel fue uno de los departamentos que componían a la región de Kanem.

## Subdivisión
| Departamento        | Capital  | Subprefecturas                       |
| ------------------- | -------- | ------------------------------------ |
| Barh El Gazel Nord  | Salal    | Salal, Mandjoura, Dourgoulanga       |
| Barh El Gazel Sud   | Moussoro | Moussoro, Michemiré, Chadra, Amsilep |
| Barh El Gazel Ouest | Chadra   | Chadra, Mouzaragui                   |

- Datos: Q1050621
- Multimedia: Barh El Gazel / Q1050621